# Prix Gratien-Gélinas
Le prix Gratien-Gélinas, récompense destinée à promouvoir les dramaturges québécois et francophones du Canada de la relève, est une initiative du Centre des auteurs dramatiques du Québec (CEAD).

## Description
Le prix s'appelle d'abord « Prime à la création du Fonds Gratien-Gélinas ». Il est décerné chaque année depuis 1994. Il cherche à encourager la relève théâtrale en encourageant la production de nouveaux textes. Ce prix est maintenant le plus important prix consacré à la relève en écriture dramatique au Canada.
Le prix est accompagné de bourses qui sont octroyées par Québecor. Les auteurs lauréats reçoivent la Bourse Françoise-Berd, d'un montant de 10 000$, alors que 15 000$ sont remis à la compagnie théâtrale qui présentera le spectacle gagnant. Il y a ensuite une lecture publique du texte qui est organisée par le CEAD à l'occasion du festival Dramaturgies en Dialogue. Finalement, une bourse de 1000 $ est octroyée à chaque auteur se méritant une mention spéciale. 

## Lauréats et lauréates
| Année | Lauréat ou lauréate         | Texte gagnant                                           |
| ----- | --------------------------- | ------------------------------------------------------- |
| 2023  | Thomas Dufour               | Maison seule                                            |
| 2022  | Maud de Palma-Duquet        | Bénévolat                                               |
| 2021  | Marie-Hélène Larose-Truchon | Le Jardin d'Éden                                        |
| 2020  | Caroline Bélisle            | Les remugles ou La danse nuptiale est une langue morte  |
| 2019  | Liliane Gougeon Moisan      | L'art de vivre                                          |
| 2018  | Gabrielle Chapdelaine       | Une journée                                             |
| 2017  | Rachel Graton               | La nuit du 4 au 5                                       |
| 2016  | Gabriel Plante              | Histoire populaire et sensationnelle                    |
| 2015  | Marianne Dansereau          | Hamster                                                 |
| 2014  | Jonathan Bernier            | Danserault                                              |
| 2013  | Jean-Philippe Lehoux        | L'écolière de Tokyo                                     |
| 2012  | Olivier Sylvestre           | La beauté du monde                                      |
| 2011  | Fabien Cloutier             | Billy (Les jours de hurlement)                          |
| 2010  | Éric Noël                   | Faire des enfants                                       |
| 2009  | Martin Bellemare            | Le chant de Georges Boivin                              |
| 2008  | Justin Laramée              | Transmission                                            |
| 2007  | Nathalie Boisvert           | Buffet chinois                                          |
| 2006  | Catherine Léger             | Voiture américaine                                      |
| 2005  | François Godin              | Je suis d'un would be pays                              |
| 2004  | Pascal Lafond               | Le doux parfum du vide                                  |
| 2003  | Emma Haché                  | L'intimité                                              |
| 2002  | Philippe Ducros             | 2025, l'année du Serpent                                |
| 2001  | Geneviève Billette          | Le pays des genoux                                      |
| 2000  | Stéphane Hogue              | Ceci n'est pas une pipe                                 |
| 1999  | Sébastien Harrisson         | Floes                                                   |
| 1998  | Dominick Parenteau-Lebeuf   | Dévoilement devant le notaire                           |
| 1997  | Isabelle Hubert             | Couteau... Sept façon originales de tuer quelqu'un avec |
| 1996  | Aucun prix décerné          |                                                         |
| 1995  | Serge Boucher               | Motel Hélène                                            |
| 1994  | Yvan Bienvenue              | Règlement de contes                                     |
| 1994  | Marie-Line Laplante         | Une tache sur la lune                                   |